# エフエム岡崎

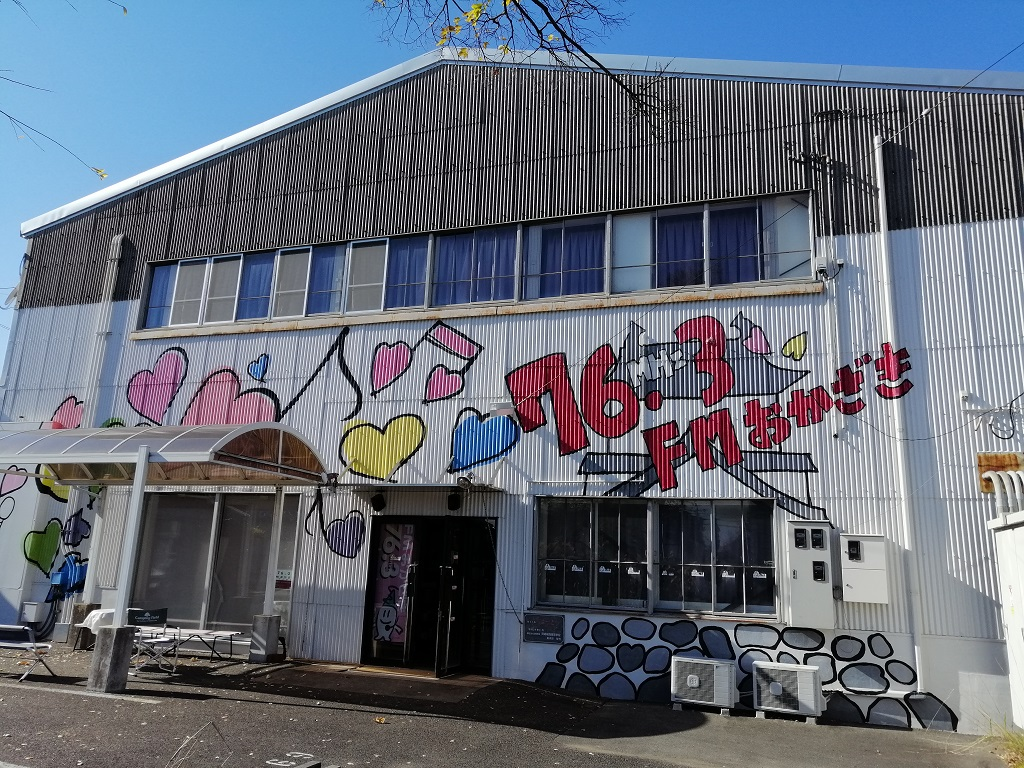
FMおかざき

株式会社エフエム岡崎（エフエムおかざき）は、愛知県岡崎市の一部地域を放送区域として超短波放送（FM放送）をする特定地上基幹放送事業者である。
エフエムEGAOの愛称でコミュニティ放送をしている。

## 概要
岡崎市に本社を置く調理器具メーカー服部工業の子会社であり、「服部グループ」の一社として紹介されている。愛称の「EGAO」は、服部グループが運営している外国人人財支援サービスの名称であり、「Employment Growth And Opportunity」の略である。
開局当初は愛知産業大学が事業主体であり、おいしいラジオ（O.C.Radio）を愛称に用いていた。経営権が服部工業に譲渡されてからはFMおかざきの愛称に変更。2021年4月1日よりエフエムEGAOに変更すると同時に、安城市中心市街地拠点施設「アンフォーレ」にある、服部グループのカルチャーセンター「暮らしの学校アンフォーレ校」内にサテライトスタジオを設置した。
送信所は事業主体変更後も引き続き愛知産業大学キャンパスに設置されている。受信可能エリアは、岡崎市（一部山間部を除く）、安城市・刈谷市・知立市の全域、豊田市・西尾市・高浜市・幸田町の一部の約58万人で「岡崎市街を中心に西三河の商圏をカバー」している。
「ふむふむ」という名のマスコットキャラクターが存在する。名前は公募され、岡崎市内から5,250通の応募した中から選ばれた。選ばれた名前は小学5年生の女の子がつけたものである。2017年9月、開局20周年を機に新しいマスコットキャラクターを公募し、「あおいちゃん」に決定した。
2006年愛知県コミュニティビジネス選定 第7号、2009年経済産業省、日本を代表するソーシャルビジネス55選に選定される。

## 特徴
早い段階からスタジオからの生放送中の放送音声をインターネットラジオでしており、2011年（平成23年）9月4日よりSimulRadio、2013年（平成25年）7月16日よりListenRadioで配信開始。インターネット、スマートホンで音楽部分も含めた聴取が可能となった。一部の番組ではオンデマンド方式による配信も行っている。
24時間放送を行っており、自社制作番組を放送しない時間帯においては主にミュージックバードのコミュニティFMチャンネルを放送していたが、2022年4月より、0:00 - 7:00の間は放送休止となる。

## 主な番組
2024年（令和6年）10月現在　○は、生放送番組。

### 放送中の自社制作番組
帯番組
- こちら、おかざき情報室（763）（月曜 - 金曜 7:45 - 7:55）
- みんなの校歌（月曜 - 金曜 7:55 - 8:00）
- ○ひるBANG!（月曜 - 木曜 10:00 - 13:00）
- ○イブニングチャージ（月曜 - 木曜 17:00 - 18:45）
- I Love 岡崎 らぶっちゅ（月曜 - 金曜 19:30 - 20:00）

月曜
- 南部塾のJOY!JOY!ラジオ（7:15 - 7:45）
- 三河から世界へつなぐ 輝く未来人（8:00 - 9:00）
- 市橋先生の大河ここだけの話（9:40 - 10:00）
- ○歌は心の旅路（13:00 - 13:30）
- TAS+ NEWS（13:30 - 14:00）
- ○みっちゃん・えっちゃん・みどりちゃんの岡崎よもやまばなし（16:00 - 17:00）
- ○岡崎インディーズワールド（19:00 - 19:25）
- ○ふ〜こ先生の才色兼備（20:00 - 21:00）

火曜
- ○ふくし・ふれあい・ふるこーす（19:00 - 19:25）

水曜
- 地域の絆でみかわを創る（7:15 - 7:45）
- 介護 de EGAO（13:00 - 13:30）
- 聴くだけ!ビジネススクール （13:30 - 14:00）
- 和でつなぐ しあわせ時間（14:00 - 14:30）
- ゆっこのFun! Fan！ Music♪♪♪ （19:00 - 19:25）
- 今夜もバック All Right!（20:00 - 21:00）
- 豚さんラジオ（21:00 - 21:30）

木曜
- ○Shizuka 歌に誘われて（13:00 - 13:30）
- 玉千栄都の和楽三昧（20:00 - 21:00）

金曜
- EGAO FRIDAY SCIENCE LAB.（7:15 - 7:45）
- 岡崎パブリックサービスのちょいナビ（9:45 - 10:00）
- 古舞梅乃のしゃべりたらないよ（13:00 - 13:30）
- 保育 de EGAO（13:30 - 14:00）
- 「夢見る」Say You!!（14:00 - 14:30）
- ハート to ハート～紡ぐ想い　心をつたえる～（16:30 - 17:00）
- ○Weekend Music BEST（19:00 - 19:25）

土曜
- 広げよう!岡崎スポーツの輪（8:00 - 8:30）
- ゆきせんせいの志ラジオ（9:30 - 10:00）
- 「夢見る」Say You!! 出張版（10:15 - 10:30）
- トップフォーラム21 ～三河トップ人が語る～（10:30 - 11:00）
- ラジオdeセラピー（11:00 - 12:00）
- あぁ〜　どすこい!どすこい!（12:00 - 12:30）
- 市制70周年の蒲郡にようこそ!〜市長からの招待状〜（12:30 - 13:00）
- 古都矢作探訪（13:00 - 13:30）
- いっしょにやろまい祭だわっしょい（14:00 - 14:30）

日曜
- 死ぬまで元気!がんをガンガンしゃべるラジオ（10:00 - 10:30）
- 花田和明・古舞梅乃のボートレーサーギンギラトークDX（11:00 - 11:30）
- まちなかFM放送〜We Love Jazz（16:00 - 17:00）